# Břidlice

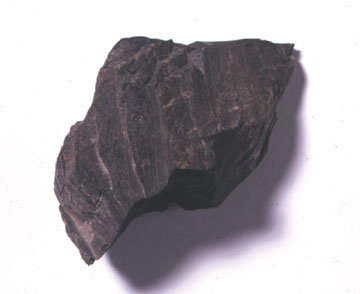
Břidlice

Břidlice je označení pro usazené částečně metamorfované horniny s jemnou zrnitostí vzniklé z jílovců a prachovců. Obsahuje především minerály biotit, muskovit a andalusit. Pokud jsou břidlice dále vystaveny vyššímu tlaku a teplotě, vznikají z nich přeměněné horniny označované jako krystalické břidlice. Břidlice mívají černou až šedou barvu; vyznačují se dobrou rovinnou štěpností, takže z nich lze snadno vytvářet tenké desky. Relativní permitivita εr břidlice je 6,5 až 7,5.
Díky dobrým izolačním vlastnostem včetně izolace vůči elektřině, se břidlice používala i jako součást různých elektrických rozvaděčů a relé pro elektrické motory. Někteří pak používají dodnes břidlice pro ostření nožů. V místech těžby břidlice se kvalitní pláty břidlice používaly i pro náhrobní kameny. 
Břidlice obsahují metan, který je možno těžit jako břidlicový plyn. Hořlavé ropné břidlice se využívají jako nepříliš kvalitní palivo.
V Česku se hojně vyskytují například v Nízkém Jeseníku a Barrandienu. Díky nízké tepelné vodivosti se z moravských břidlic vyráběly soustružením za druhé světové války i těsnicí kroužky pro německé rakety V-2.
V protikladu k břidlicím stojí skaliny, tj. metamorfované horniny se všesměrovou strukturou, které proto nelze štípat.
Břidlice také může obsahovat fosilie organismů.

## Použití

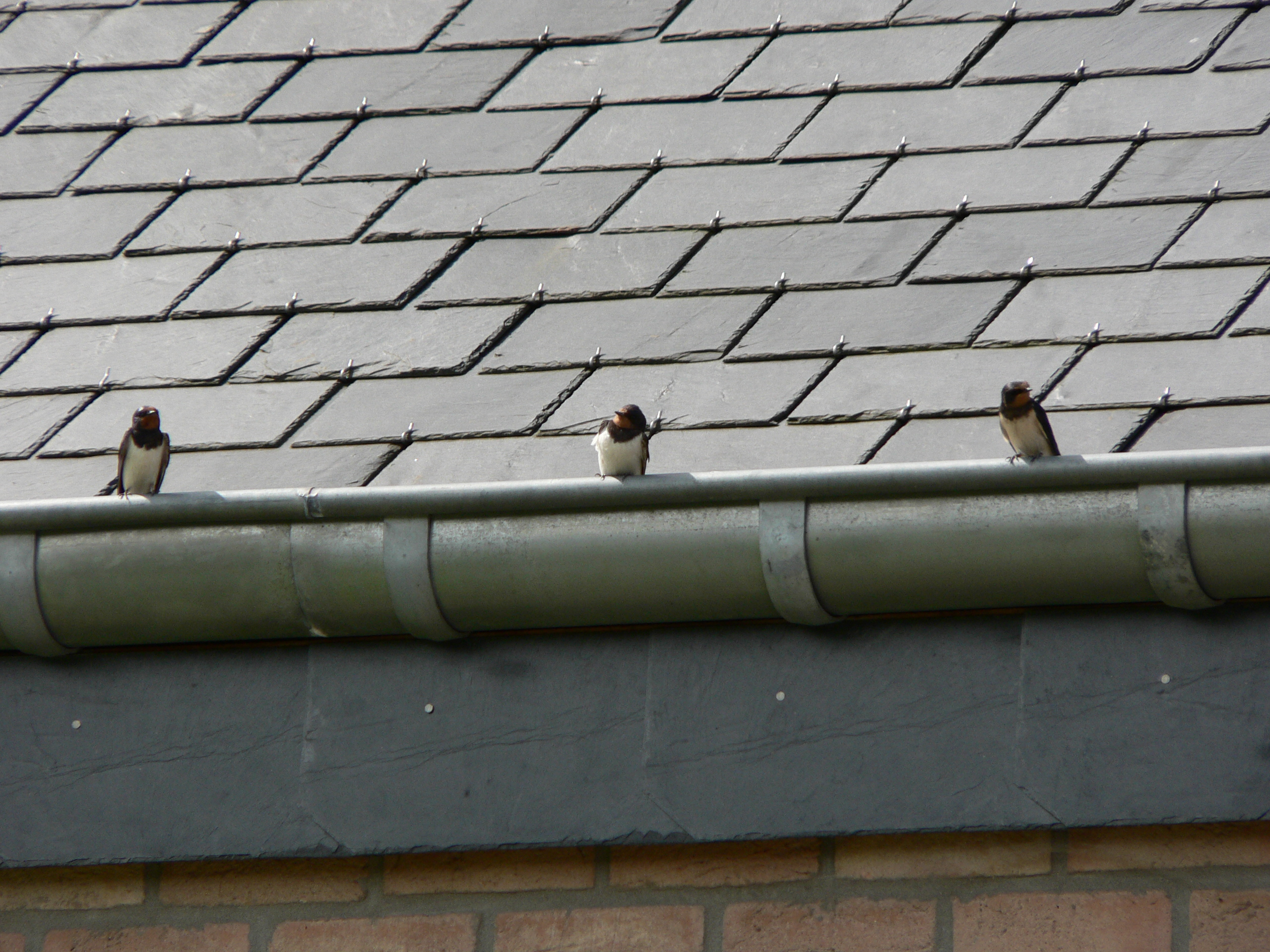
Břidlicová střešní krytina

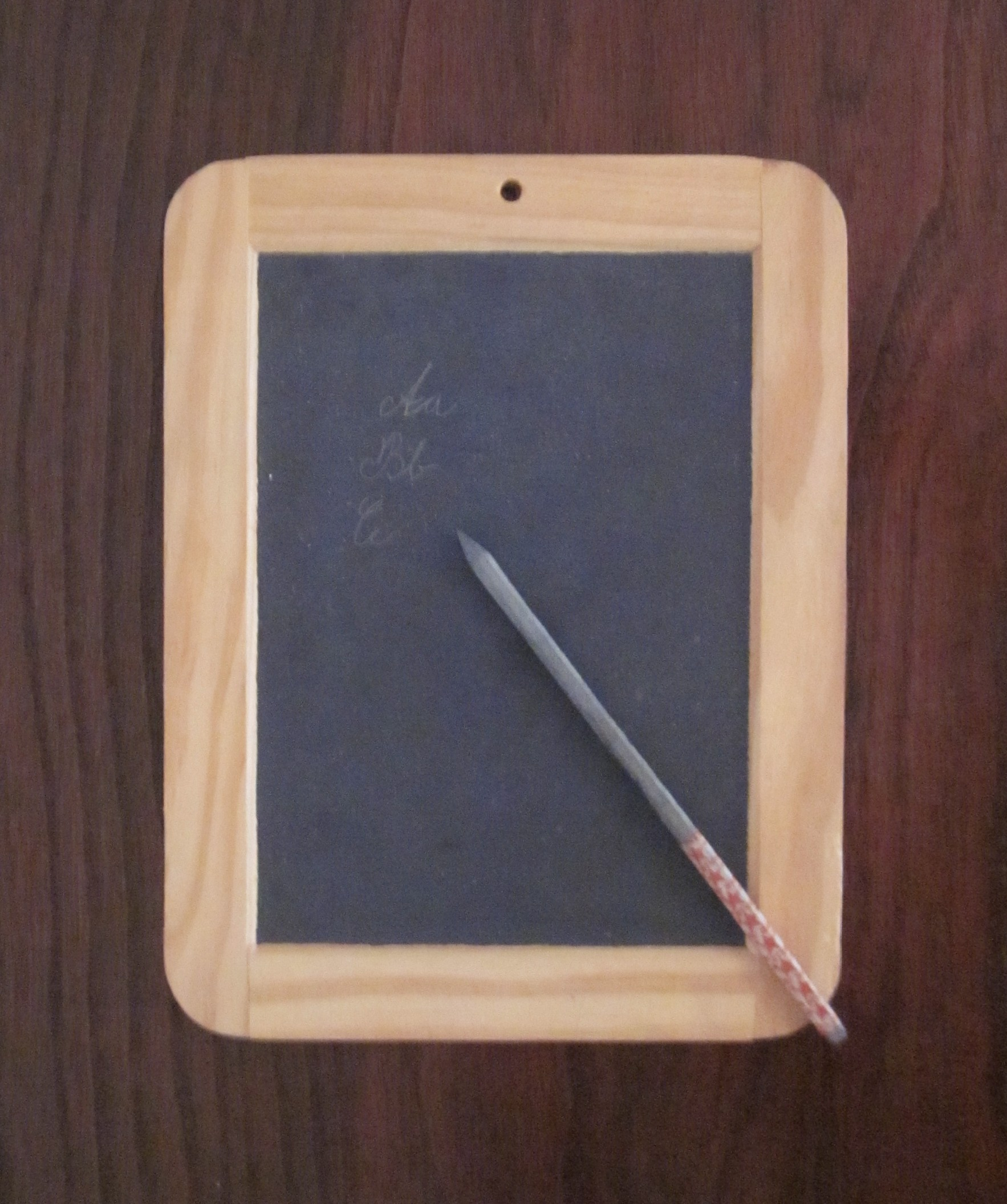
Břidlicová psací tabulka s rydlem (současný turistický suvenýr)

Břidlice se dříve používaly jako krytina na pokrývání střech, v současnosti je toto využití omezeno na opravy historických staveb nebo specifické oblasti s tradičním použitím břidlice (např. Oderské vrchy, Bretaň ve Francii, některé oblasti Belgie, Durynský les v Německu). Dříve se z nich vyráběly břidlicové psací tabulky pro použití ve školách, na něž se psalo pisátkem (rydlem, kaménkem). Z břidlice se též vyrábějí desky pro kulečníkové stoly, břidlicové brousky.
Břidlice může být upravena do střešních tašek ve stylu šindelů nebo střešních tašek s určitým tvarem. Břidlice lze dělit na tenčí pláty, které jdou následně snadno stohovat. Tvar, barva i povrch zůstávají po rozdělení stejný. Největší rozmach zažily břidlicové střechy v Evropě od roku 1870 do první světové války, za což břidlice vděčí své extrémně nízké absorbitě vody. Index absorbity vody je pouhých 0,4% nebo míň, což dělá z břidlice voděodolný materiál. V dnešní době se břidlice řadí mezi luxusnější střešní krytiny. Vyniká především přirozenou přírodní krásou a trvanlivostí. Trvanlivost střechy z břidlicového šindele nebo tašek se odhaduje až na stovky let. Díky velmi nízké absorbitě vody je materiál velmi odolný i v průběhu mrazů. Díky své nízké vodivosti má navíc i izolační vlastnosti. 
Přichycení břidlicových tašek pak probíhá pomocí hřebíků nebo speciální háků, které jsou velmi podobné těm, které mají běžné střešní tašky. V Anglii probíhala fixace pomocí dvojitých hřebů do dřevěných latí, popř. přímo na dřevěné bednění, tedy podkladnou vrstvu z dřevěných prken. Hřebíky byly nejdříve z mědi, později pak z hliníku a dalších nereznoucích alternativ. Trvanlivost takové střechy byla při správné instalaci klidně i 80 až 100 let. 
Někteří dodavatelé břidlice navíc zmiňují další výhody, pokud má taška z břidlice vlastní hák
- odolnost střechy ve větrných oblastech
- na rozdíl od plátů břidlice s hřebíky, mohou být břidlicové tašky relativně úzké, protože pronikající hřebík nemůže způsobit jejich zlomení
- některá slabší místa střechy jako různé záhyby apod. nejsou tolik náchylná na zatečení vody opět díky absenci díry po proniknutí hřebíku.

## Další využití břidlice ve stavebnictví

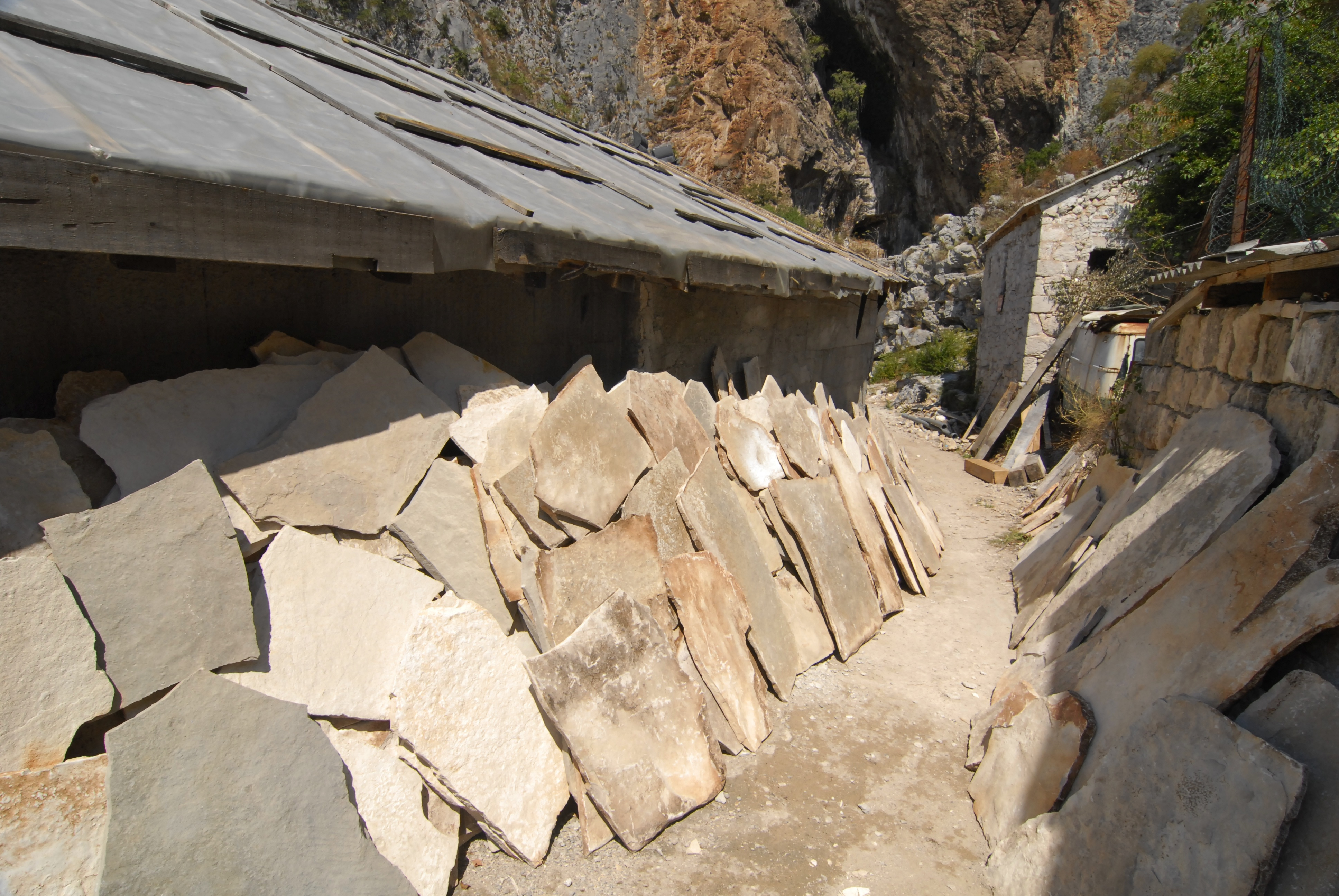
Břidlice připravená ke stavebnímu použití. Blagaj, Bosna a Hercegovina

Kromě střech jsou pak kusy břidlice používány též jako obklad nebo dlažba. Velké využití mají v exteriérech jako vhodná dlažba pro chodníky, schody nebo skládaný obklad, tzv. wall cladding. Před nebo po instalaci dlaždic se používají impregnační nátěry, které zamezují nasákavosti. 
Kromě dlažby a obkladů se břidlice používala dokonce i jako zdící materiál v 19. století ve Velké Británii. Konkrétně v oblastech Blaenau Efestiniog a Bethesda ve Walesu. Díky svým vlastnostem a nízké absorbtivitě vlhkosti se navíc břidlice používala i pro podřezávání a dodatečnou hydroizolaci zdí. V současnosti se břidlice používá především jako obklad nebo dlažba, často v kombinaci s dalšími materiály. Břidlicové střechy již patří spíše mezi luxusní střešní krytiny pro svou náročnost na dovoz a instalaci na krov. 